# Râul Sălaj
Râul Sălaj este un curs de apă, afluent al râului Someș. 